# وحدت أباد (نغار بردسير)
وحدت أباد (بالفارسية: وحدت آباد) هي قرية تقع في إيران في البلدة المركزية.